# Mexobisium dominicanum
Espèce
Mexobisium dominicanum est une espèce de pseudoscorpions de la famille des Bochicidae.

## Distribution
Cette espèce est endémique de la province de San Cristóbal en République dominicaine. Elle se rencontre à Borbón dans les grottes Cuevas El Pomier.

## Description
Le mâle holotype mesure 3,33 mm et les femelles de 3,74 à 3,81 mm.

## Étymologie
Son nom d'espèce lui a été donné en référence au lieu de sa découverte, la République dominicaine.

## Publication originale
- Muchmore, 1998 : Review of the family Bochicidae, with new species and records (Arachnida: Pseudoscorpionida). Insecta Mundi, vol. 12, no 1/2, p. 117-132 (texte intégral).